# Tale
En tale er en, ofte mundtligt, fremsat monolog, der har til formål at overbringe et budskab til en større mængde mennesker. Taler kan deles op i informative taler, politiske taler og lejlighedstaler.

## Kendte taler
- I Have a Dream

| Anime eller manga | Spire Denne artikel om medie og kommunikation er en spire som bør udbygges. Du er velkommen til at hjælpe Wikipedia ved at udvide den. |